# Marie Borin
 (janvier 2025).
Pour les articles homonymes, voir Borin.
Marie Borin, née le 17 juin 1955 est une écrivaine française, poète, romancière, auteure de théâtre et biographe de Rosa Bonheur.

## Biographie
Marie Borin écrit depuis son enfance. Sa vie durant, elle exerce de nombreux métiers alimentaires tout en construisant son œuvre littéraire.
Souvent considérés comme inclassables et loin des lignes éditoriales actuelles, les textes de Marie Borin sont restés longtemps inédits. Mais leurs tapuscrits ont circulé, attirant l’attention de nombreux lecteurs, dont plusieurs universitaires. En 2000, dans le cadre d’un colloque à Cerisy-la-Salle, une conférence est consacrée à une partie de son œuvre, notamment à son Journal.
Lorsque Vladimir Dimitrijevic (1934-2011), fondateur des Éditions de l’Âge d’Homme, découvre les écrits de Marie Borin, il décide de publier l'ensemble de son œuvre.

## Style et thèmes
```
Maniant une langue puissante, à la fois expressive et poétique, Marie Borin met en osmose l’histoire racontée avec le style qui devient lui-même porteur de sens. Elle mêle les genres littéraires pour les mettre au service de ses personnages et de leur expression
[passage promotionnel]
.
```

Avec une écriture ciselée et maitrisée, Marie Borin cherche à dire l’irreprésentable, l’inénarrable. Elle rend compte de l’indicible. Faisant aussi appel à l’humour, elle met à la portée du lecteur profane des sujets qui défient l’entendement.[passage promotionnel]
Les violences familiales, par exemple, (Félicité ; l’Enfant dans l’escalier de marbre) s’éclairent dans toute leur puissance meurtrière, tel un camp de concentration domestique, où les victimes parfois ne savent à peine parler et se trouvent seules face à l’horreur absolue.
Dans d’autres œuvres (Les Pétrifiés ;  Le Basculement du Monde), Marie Borin porte avec la même force la voix d’autres êtres eux aussi confrontés à l’indicible.
```
Dans la plupart des livres de Marie Borin, les événements de la vie s’éclairent d’un point de vue inhabituel. Débusquant les évidences, idées reçues, théories en vogue… qui conditionnent la pensée, Marie Borin propose une compréhension des comportements humains autre, inattendue, souvent déroutante. Soucieuse de dévoiler le non-dit, elle invite le lecteur à changer son regard.
[passage promotionnel]
```

« Je cherche à atteindre le lecteur au plus intime de lui-même. Je cherche à exprimer l’universel de l’humain ; au travers du thème et au travers du style, extrêmement travaillé, intriqué au thème.»
« Si la modernité d'une œuvre se mesure entre autres à ce qu'elle travaille sur les frontières traditionnelles des genres, à les rendre poreuses, aux confins du roman, du théâtre, de la poésie, voire du scénario, les textes de Marie Borin s'inscrivent de plein droit dans la modernité. »

## Itinéraire d’une œuvre
- Garde à vue[9], (Éditions de l’Âge d’Homme, 2004), marque l’entrée officielle de Marie Borin en littérature. Sur fond de machinerie judiciaire – la garde à vue étant ici utilisée comme instrument de représailles –, ce livre donne un éclairage autre sur la soumission à la tyrannie ou la complicité des victimes.
- Son adaptation théâtrale, Garde à vous, est sélectionnée par les Écrivains Associés du Théâtre[10] et entre dans son répertoire. Une lecture partielle en a été donnée au Festival d’Avignon [11] en 2011.
- Les heures lentes[12] (Éditions de l’Âge d’Homme, 2005) est composé de nouvelles très brèves, portées par une langue poétique extrêmement dense. Chaque texte est porteur d’un monde que le lecteur est invité à découvrir, ou à réinventer.
- Félicité[13] (Éditions de l’Âge d’Homme, 2005) met en scène ce que Marie Borin appelle « les familles de la mort[14] » ou « le suicide de l’humanité[15] ». Y sont décrits les subtils mécanismes sociaux et psychologiques à l’œuvre pour le conditionnement des femmes aux violences conjugales[16]. Hommage à l’enfance martyre, il reçoit en 2006, le prix littéraire Charles-Brisset. (Dans le jury, Claire Brisset, défenseure des enfants sous le gouvernement Chirac, et le docteur Denis Mollat, président du Cercle des librairies.)
- Le Basculement du monde[17] (Éditions de l’Âge d’Homme, 2007) aux confins du roman et du théâtre, adapté à la scène théâtrale, traite l’impossibilité pour un individu de dire ce qu’il vit comme une malédiction, en l’occurrence ici le sida. Ce texte a donné lieu à une lecture publique le 30 janvier 2009 au Centre Jean Dame à Paris.
- L’homme au visage de papier[18] (Éditions de l’Âge d’Homme, 2007) aborde la question de la filiation symbolique. Un père devient handicapé à la suite d'un accident de voiture et ne peut plus assumer son rôle parental. Lorsque le géniteur se distingue du père... comment réagit son fils...
- Le papillon d’hiver[19] (Éditions de l’Âge d’Homme, 2007), livre sur l’enfance, met en scène la façon dont un enfant transforme le sentiment d’abandon en source d’imaginaire poétique, façon pour lui de survivre à ce qu’il ne peut changer.
- Quand finira cette aube[20] (Éditions Fédérop[21] (France) et les Écrits des Forges[22] (Québec), 2008) est l’anthologie de l’œuvre poétique de Marie Borin, jusqu’en 2005. Elle reçoit la Bourse Poncetton[23] de la Société des gens de lettres en 2008. En 2009, Marie Borin est invitée au Festival international de la poésie de Trois-Rivières[24], au Québec.
- Les pétrifiés[25] (Éditions de l’Âge d’Homme, 2008), texte lui aussi aux confins du roman et du théâtre, adapté à la scène théâtrale, il raconte la saga d’une bande de « sans domicile fixe » dans laquelle pourrait se reconnaître le destin du monde.
- Rosa Bonheur[26] (Pygmalion, 2011), première biographie exhaustive de cette grande peintre du XIXe siècle, première artiste à recevoir la croix de chevalier de la Légion d’honneur et première femme à recevoir la rosette d’Officier. « Composée à partir de journaux, de correspondances inédites, de témoignages laissés par les proches de Rosa Bonheur, cette biographie est la première à faire entendre au plus près la voix de l'artiste avec sa véritable personnalité, jusqu'ici souvent masquée par des témoignages approximatifs[27] ». Très référencée, la biographie de Marie Borin révèle une Rosa Bonheur totalement méconnue, loin des clichés dans lesquels on l’enferme habituellement. Marie Borin est invitée par de nombreuses villes et associations à donner des conférences sur l’artiste peintre.
- L'enfant dans l'escalier de marbre[28], (Éditions de l’Âge d’Homme, 2014), gros plan sur un détail du tableau dressé dans le livre Félicité. Cet ouvrage reçoit le prix littéraire de la Ville de Moret-sur-Loing 2015[29],[30].

### Livres publiés
- Garde à vue (roman, Éditions L'Âge d'Homme, 2004)
- Les Heures lentes (brèves, Éditions L'Âge d'Homme, 2005)
- Félicité (roman, Éditions L'Âge d'Homme, 2005), prix Charles-Brisset 2006
- Le Basculement du monde (roman/théâtre, Éditions L'Âge d'Homme, 2007)
- L’Homme au visage de papier (roman, Éditions L'Âge d'Homme, 2007)
- Le Papillon d’hiver (roman, Éditions L'Âge d'Homme, 2007)
- Quand finira cette aube (poésie, Les Écrits des Forges (Québec) et Fédérop (France)), Bourse Poncetton 2008 de la Société des gens de lettres
- Les Pétrifiés (roman/théâtre, Éditions L'Âge d'Homme, 2008)
- Rosa Bonheur (biographie, Éditions Pygmalion/Flammarion, 2011)
- L'Enfant dans l'escalier de marbre (roman, Éditions L'Âge d'Homme, 2014). Prix littéraire de la Ville de Moret-sur-Loing 2015[29],[30].

### Articles publiés en revues
- Journal (brefs extraits) dans Les Moments littéraires[31] (2006, no 14).
- « Une tartine de fraises en février - Expression de la mémoire et habillage littéraire » (comparaison entre le roman et l’autobiographie) dans « Les écritures du « Je »[32] », collection Parcours Didactique, Marie-Hélène Roques, Éditions Bertrand-Lacoste, 2006.
- « Acte d’écrire et création littéraire » dans la revue « le Coq-Héron » 2006 (no 185). Cairn[33]. Société psychanalytique de Paris.

### Autres textes
- Garde à vous (théâtre, adaptation du roman Garde à vue, 2004), sélectionné par le Comité de Lecture des Écrivains Associés du Théâtre[10] pour appartenir à son Répertoire (2008), BAT[34] (Le Billet des Auteurs de Théâtre). Texte lu en extrait au Festival d’Avignon 2011[35].

### Livre d'artiste
- Livre d’artiste créé par Martine Donati, Atelier Vert-Anis[36], à partir d’un poème « Mer » publié dans « Quand finira cette aube » (poésie, Éditions Les Écrits des Forges (Québec) et Fédérop (France)), Bourse Poncetton 2008 de la Société des gens de lettres.

## Prix
- Prix littéraire Charles-Brisset 2006 pour Félicité.
- Bourse Poncetton[37] 2008 de la Société des gens de lettres (SGDL), pour Quand finira cette aube.
- Prix littéraire de la Ville de Moret-sur-Loing 2015 pour L'Enfant dans l'escalier de marbre.[29],[30]

## Entretiens
- Marie Borin est interrogée par La République de Seine-et-Marne : « Rencontre avec l’auteure Marie Borin », 21 décembre 2009.
- Marie Borin est interrogée par Le Parisien[38] : « Redécouvrez l’univers de Rosa Bonheur », 28 mai 2011.
- Marie Borin parle de Rosa Bonheur sur Focal TV[39], interrogée par Paul Moffen, octobre 2011.

## Conférences ou textes sur Marie Borin
- Cerisy-la-Salle[40], juillet 2000, conférence sur Marie Borin par Anne Roche, dans le cadre du colloque « Autobiographie, journal intime et psychanalyse[41] », dirigé par Jean-François Chiantaretto, Anne Clancier, Anne Roche.
- Jean-François Chiantaretto, Anne Clancier, Anne Roche (dir.), Autobiographie, journal intime et psychanalyse[42],[43], Éditions Economica - Anthropos, collection « Psychanalyse », 2005.
- Anne-Marie Jannet, « Marie Borin, une grande dame de l’écriture[44] », Le Dauphiné Libéré, mardi 1er mars 2005, p. 12. ledauphine.com
- Thèse universitaire en partie consacrée à Garde à vue : Dans l’aventure du langage, la torsion de l’écriture : implications subjectives à travers l’acte d’écrire, par Serge Bédère, université Paris 7 Denis Diderot, juillet 2005.
- Serge Bédère, Garde à Vue, « Un livre d'écrivaine. Au style tranchant, sobre, poétique, efficace. Qui confirme sur bien des points que l'artiste, ici l'écrivaine, est en avance sur le psychanalyste. » Le Portail de la psychanalyse francophone[45]. Cairn.
- Revue 2000 regards, no 27. Portrait d’artiste par Robert-Hughes Boulin[46].
- Commentaire en ligne de la biographie Rosa Bonheur par le sculpteur animalier Damien Colcombet[47], 7 juin 2011.